# Ніколаос Софіанос

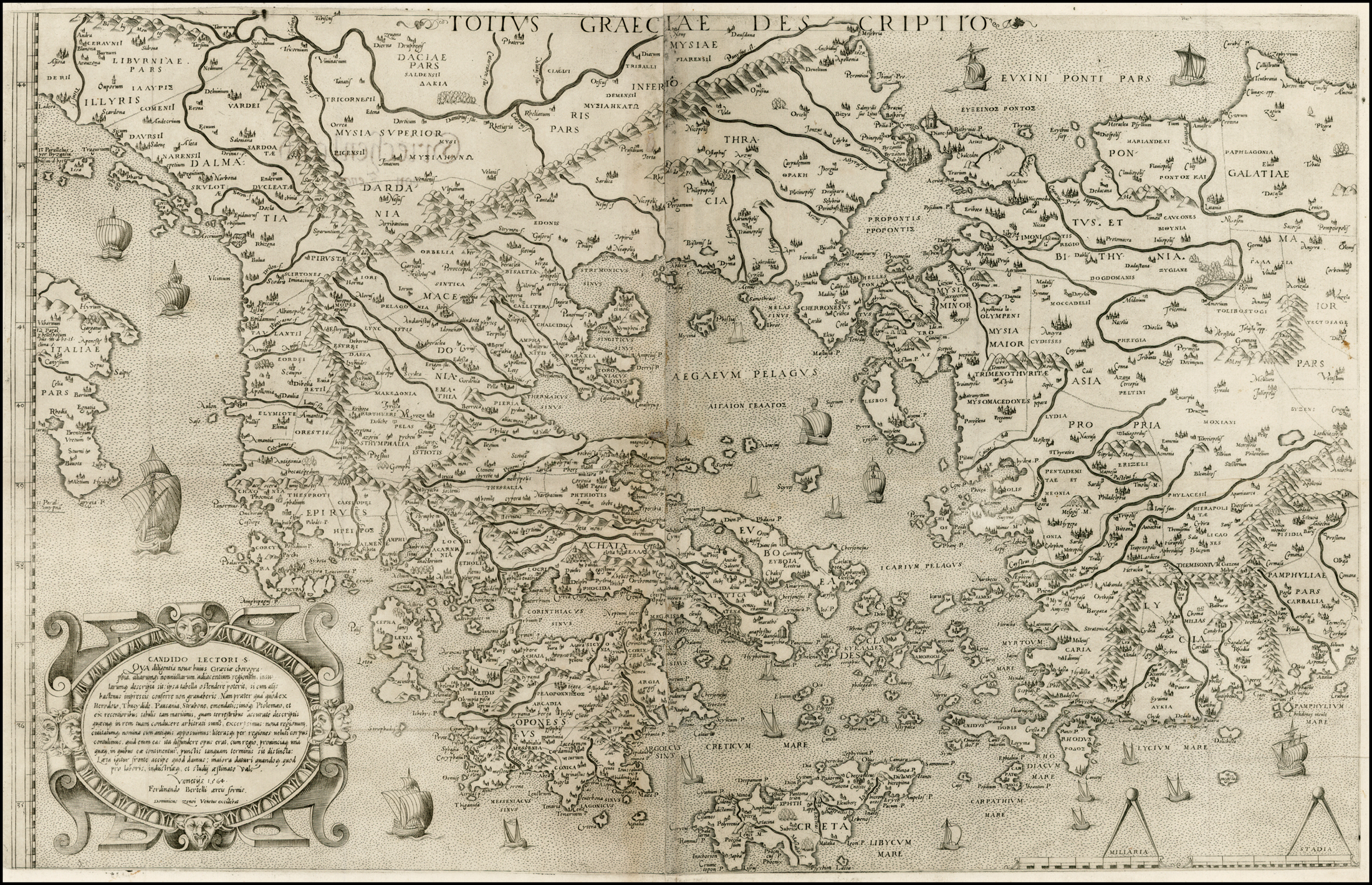
Totius Graeciae Descriptio

Ніколаос Софіанос (грец. Νικόλαος Σοφιανός; c. 1500 — після 1551) — грецький гуманіст і картограф доби Відродження, відомий завдяки карті Totius Graeciae Descriptio та складеній ним граматиці грецької мови.
Народився у родині місцевих аристократів Корфу на початку 16 століття і навчався у грецькому Квіринальському коледжі в Римі, що був співзаснований іншим грецьким вченим, Іаносом Ласкарісом. Ласкаріс, а також Арсеній Апостолій, були його вчителями. Софіанос не повернувся до Греції, лише коротко відвідав її у 1543 році. Решту свого життя провів у Римі, де був бібліотекарем, та Венеції, де працював переписувачем. Його картографічна робота була опублікована у 1540 році.

## Відомі роботи
- He Grammatike tes Koines Ton Hellenon Glosses — грецька граматика
- Totius Graeciae Descriptio — історична карта Греції